# Cynanchum pachyphyllum
Cynanchum pachyphyllum là một loài thực vật có hoa trong họ La bố ma. Loài này được (Decne.) K.Schum. mô tả khoa học đầu tiên năm 1895.